# 혼다 비트

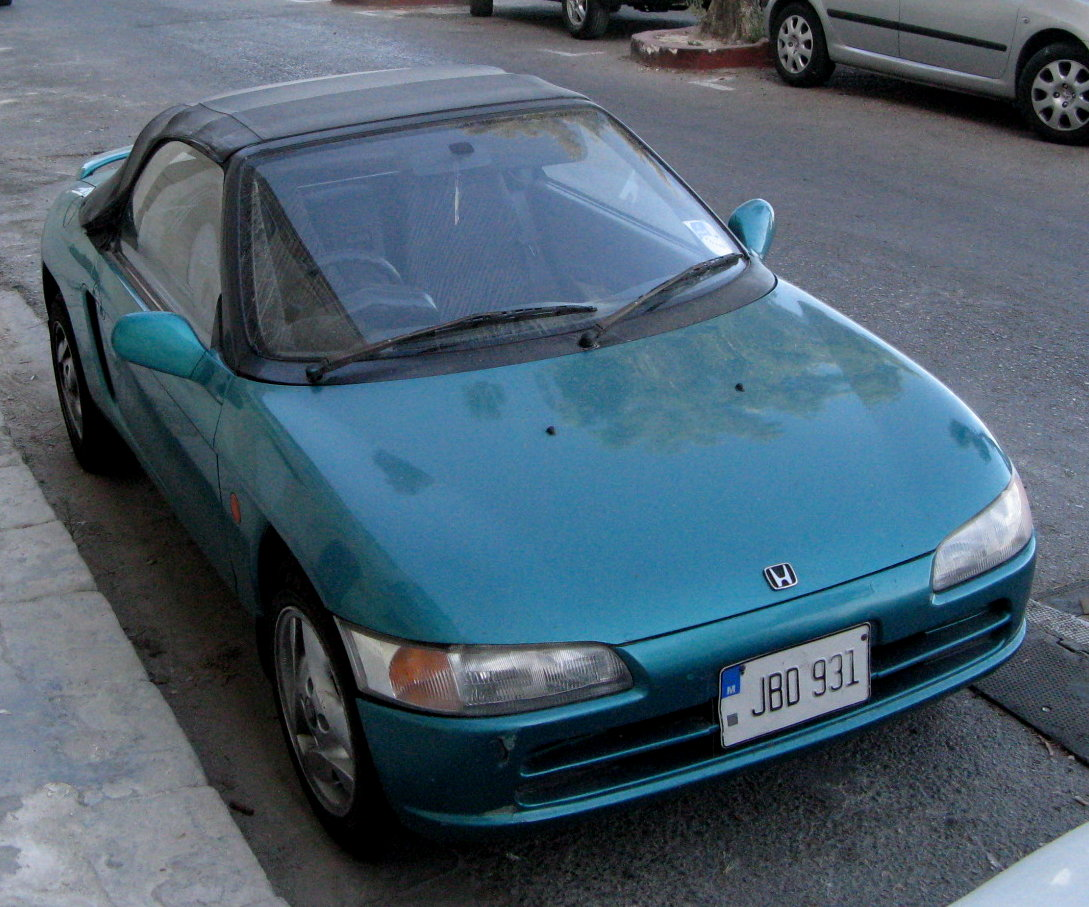
혼다 비트 정측면

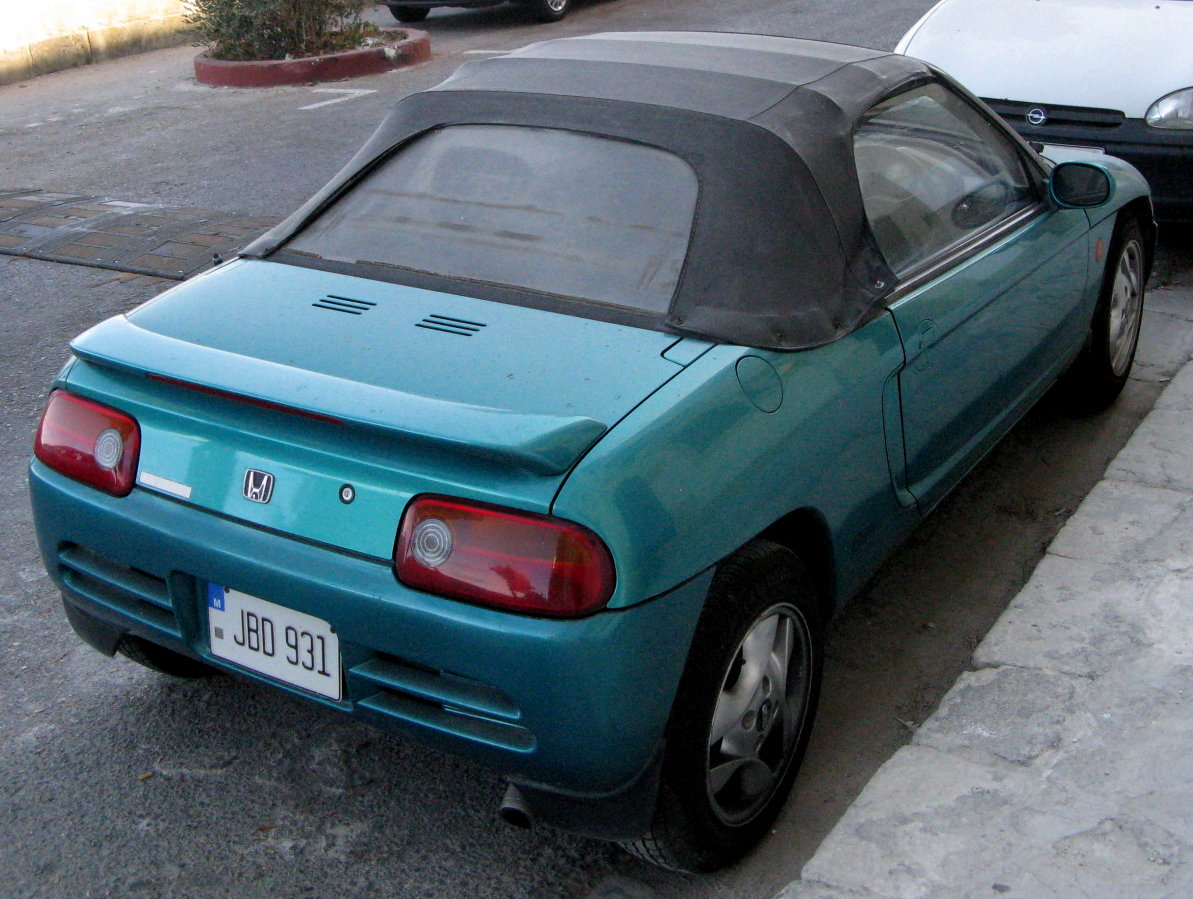
혼다 비트 후측면

혼다 비트(Honda Beat)는 혼다 기연 공업의 경자동차로, 1991년 5월에 선보였다. 경형 2인승 로드스터인 비트는 NSX와 같은 미드십 후륜구동(MR) 방식으로, 구동 방식에 의해 타이어의 전·후 사이즈(13인치/14인치)가 다르게 적용되었다. 일본의 경자동차 최초로 4륜 디스크 브레이크와 운전석 에어백, 사이드 임팩트 빔 등이 적용되었다. 1,175mm의 전고는 일본산 승용차 중에서도 매우 낮으며, 센터 콘솔을 조수석 쪽으로 약 2cm 붙여 운전석이 조수석보다 좀 더 넓게 되었다. 차량 중앙에 세로로 배치된 직렬 3기통 656cc SOHC 엔진(E07A)은 자연 흡기 엔진이나, 연료 분사 제어 맵 선택 방식을 조합한 흡기 시스템인 MTREC(Multi Throttle Responsive Engine Control)에 따라 자연 흡기 엔진이 달린 경자동차로는 유일하게 자율 규제에 이르는 64마력을 8,100rpm에서 발생시킨다. 여기에 5단 수동변속기만 조합되었다. 1996년에 후속 차종 없이 단종되었으나, 2015년에 출시된 S660이 경형 MR 로드스터의 계보를 이어 갔다.